# Dimorphanthera velutina
Dimorphanthera velutina är en ljungväxtart. Dimorphanthera velutina ingår i släktet Dimorphanthera och familjen ljungväxter.

## Underarter
Arten delas in i följande underarter:
- D. v. rufa
- D. v. velutina